# Isidor Bakanja

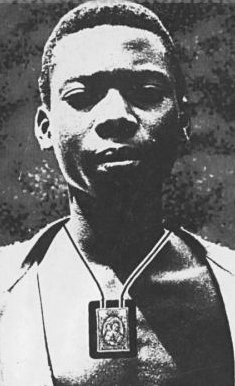
Isidor Bakanja

Isidor Bakanja (* zwischen 1885 und 1890 in Bokendela, Kongo-Freistaat; † 15. August 1909 in Busira, Belgisch-Kongo) war ein afrikanischer katholischer Maurer, der von der römisch-katholischen Kirche seliggesprochen wurde.

## Leben
Isidor Bakanja (griechisch: Geschenk der Göttin der Naturkraft Isis), ein Sohn heidnischer Eltern aus dem Stamm der Boangi, arbeitete nach 1900 zunächst als Maurer bei einer belgischen Staatsfirma in Coquilhatville (heute Mbondakal oder Mbandaka) und auf Bauernhöfen.
1902 gründeten Trappisten aus der belgischen Abdij van Onze-Lieve-Vrouw van het Heilig Hart Westmalle, die 1894 in den Kongo gekommen waren, gleich in der Nähe von Bakanjas Arbeitsstätte, in Boloka wa Nsimba, eine Missionsstation. Dort wirkten die Patres Gregor van Duen und Robert Brepoels. Am 6. Mai 1906 wurde Bakanja getauft. Am 25. November 1906 empfing er die Firmung und am 8. August 1907 seine erste heilige Kommunion.
Nach Ablauf seines Arbeitsvertrages vermittelte ihm sein Cousin Camillo Boya eine Arbeit bei der 1888 gegründeten Firma Société Anonyme Belgique pour le Commerce Du Haut Congo (SAB), die seit 1893 in dieser Region das Handelsmonopol für Elfenbein und Kautschuk innehatte. Bakanja kam auf eine Kautschukplantage, in der einheimische Arbeiter massiv ausgebeutet wurden.
Zu dieser Zeit wurden Christen in Afrika geschmäht und verfolgt. Der katholische Bakanja bekam das vor allem von seinem atheistischen Chef Van Cauter zu spüren, der seine Bitte um Entlassung verweigerte. Am 22. April 1909 kam es zu einer heftigen Auseinandersetzung mit seinem Chef, als Bakanja sich weigerte, sein Karmeliten-Skapulier wegzuwerfen. Daraufhin ließ ihn Van Cauter mit einer Peitsche, an der Eisenspitzen waren, bis aufs Blut schlagen, trat selbst etliche Male auf ihn ein und zerriss Bakunjas Skapulier, das er als Ausdruck seines Glaubens trug. Daraufhin wurde der Schwerverletzte, der sich nicht mehr bewegen konnte, in einer Hütte gefangengesetzt, in der Kautschuk geräuchert wurde. Nach drei Tagen wurde er von einem Arbeiter befreit und konnte in die Sümpfe flüchten. Ein deutscher Plantagenaufseher und SAB-Angestellte namens Dörpinghaus entdeckte ihn und half ihm. Bakanja war übersät von unzähligen Wunden. Am 4. Juni 1909 übernahm es sein Cousin Boya, Bakanja zu pflegen, dessen Verletzungen lebensgefährlich waren. Am 24. oder 25. Juli 1909 besuchten ihn die Patres Gregor Kaptein und Georg Dubrulles, von denen er die Sterbesakramente empfing. Bakanja verzieh auf dem Sterbebett seinem Peiniger und Mörder und starb am 15. August 1909. Van Cauter wurde zu zweieinhalb Jahren Gefängnis verurteilt.
Isidore Bakanja gilt als ein starker Zeuge für die Gnade der Versöhnung, die zwischen Menschen verschiedener Rassen erlebt werden kann.

„Schon bald zeigten sich die Früchte seines Martyriums. In den folgenden Monaten registrierte man in der Gegend von Busira mehr als 4000 Taufen.“

## Ehrungen
Am 24. April 1994 sprach ihn Papst Johannes Paul II. selig. Im Eigenkalender der Karmeliten ist sein Festtag der 12. August, im allgemeinen kirchlichen Kalender der 15. August, sein Sterbedatum.
In Lubumbashi wurden durch Pater Eric Méert von der Mission der Salesianer Don Boscos (SDB) 1994 zwei neu gegründete Zentren für Straßenkinder nach Bakanja benannt: der Treffpunkt Maison Bakanja Ville und das Jugendwerkhaus Maison Bakanja Centre, die sich vor allem für die Berufsausbildung der Jugendlichen einsetzen. Die Kirche von Mbandaka lädt regelmäßig zur großen Wallfahrt zum Seligen Bakanja.

„Isidor war ein gütiger und aufrechter Mann, der die anderen von Natur aus respektierte; ein gewissenhafter Arbeiter, der ab dem Zeitpunkt seiner Taufe mit Stolz das Skapulier Unserer Lieben Frau vom Berge Karmel als Zeichen seiner neuen Zugehörigkeit trug. Oft traf man ihn mit dem Rosenkranz in der Hand an, und er ergriff jede Gelegenheit, um seinen neuen Glauben mit anderen zu teilen – so sehr, dass viele ihn als Katecheten betrachteten.“